# Roman de Fergus

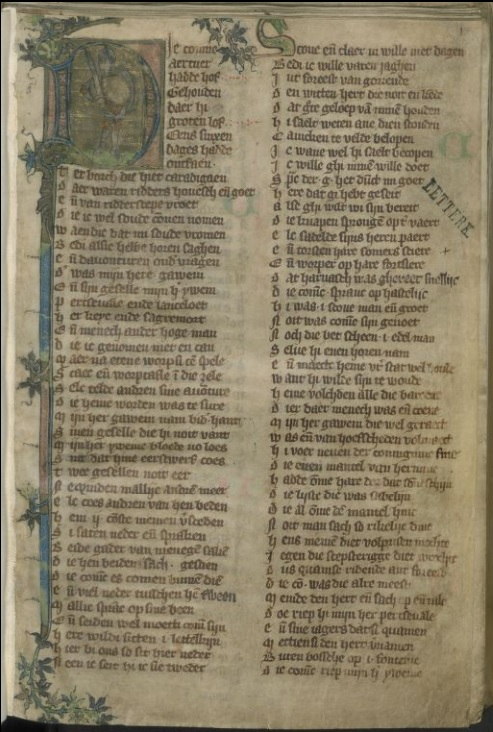
Erste Seite der Fergus-Handschrift LTK 191 der Universität Leiden

Der Roman de Fergus ist ein Artus-Roman, der in Altfranzösisch  wahrscheinlich zu Beginn des 13. Jahrhunderts von einem sehr gebildeten Autor verfasst wurde, der sich selbst Guillaume le Clerc nennt. Die Hauptfigur ist Fergus, der Sohn von Soumilloit (ein Name, der dem Familiennamen Sorley oder Somerled, schottisch-gälisch Somhairle entspricht), einem reichen, aber altmodischen Bauern und einer edlen Artusfrau, der zum besten Ritter von König Artus aufsteigt.
Der Roman de Fergus ist in zwei Handschriften überliefert, als Teil einer Handschrift des Herzogs von Aumale aus dem 13. Jahrhundert, heute im Musée Condé als Chantilly 472, und in einer Handschrift des 14. Jahrhunderts (Bibliothèque nationale de France, Paris, FR. 1553).

## Historischer Hintergrund
Wenn der Roman auf einer historischen Figur beruht, handelt es sich wahrscheinlich um Fergus von Galloway. Der Roman wird von vielen modernen Kritikern für seine äußerst raffinierte Parodie gelobt, die auf das gesamte Genre der Artusromane abzielt. Frühere Gelehrte wie Dominica Legge vermuteten, dass das Werk unter der Schirmherrschaft von Alan, Lord of Galloway, entstanden sei, aber diese Idee wird heute von den meisten Gelehrten aus verschiedenen Gründen abgelehnt, u. a. wegen der Satire des Roman auf Fergus (Alans Urgroßvater). Kürzlich wurde von D. D. R. Owen vorgeschlagen, dass der Roman zur Unterhaltung des schottischen Hofes von Wilhelm I. geschrieben wurde und dass der Autor kein anderer als William Malveisin war, ein königlicher Beamter, der sowohl das Bischofsamt von Glasgow als auch von St. Andrews innehatte. Von den Gelehrten wird auch die umfassende Kenntnis des Romans über die Geographie Südschottlands hervorgehoben, die im Allgemeinen sehr genau dargestellt wird. Dies steht im Gegensatz zu den meisten anderen Werken dieses Genres, in denen die Geografie vage und unrealistisch ist.
Einige Gelehrte sind der Meinung, dass der Roman die schottische Gesellschaft persifliert. Soumilloit ist wohlhabend genug, um eine Festung zu besitzen, aber er ist von niederer Herkunft und die Festung ist nur aus Holz gebaut. Außerdem arbeitet sein Sohn Fergus auf dem Hof. Fergus’ Charakter ist schwankend. Obwohl er tapfer ist, verstößt er häufig gegen die Etikette, die für die frankophone aristokratische Gesellschaft selbstverständlich ist.
Der Roman könnte das erste Stück nichtkeltischer volkstümlicher Literatur sein, das aus Schottland überliefert ist, eine Ehre, die oft dem anderthalb Jahrhunderte später in Mittelenglisch verfassten The Brus von John Barbour zugeschrieben wird. Es wurde in Schottland vor allem deshalb vernachlässigt, weil es erst vor relativ kurzer Zeit die Aufmerksamkeit der Gelehrten fand und nur in Kontinentaleuropa erhalten geblieben ist. Ein anderer Grund für die Vernachlässigung ist wahrscheinlich, dass es in französischer Sprache verfasst wurde, einer sprachlich-literarischen Tradition, die im Spätmittelalter ausstarb. Der Roman de Fergus zeigt jedoch, dass die französische Kultur in Schottland während des Hochmittelalters noch blühte.

## Handlung
Die Geschichte beginnt mit einer Hirschjagd in Carlisle. König Artus und seine Ritter jagen einen großen weißen Hirsch, der ihnen entgeht, bis Parceval ihn schließlich in Galloway fängt. Zu diesem Zeitpunkt sieht Fergus, der im Dienste seines Vaters das Land bearbeitet, die Ritter und ist von ihnen begeistert. Fergus überredet seinen Vater, ihm eine Rüstung zu geben, damit er den Rittern folgen und sich ihnen anschließen kann. Fergus macht sich auf den Weg nach Carlisle und tötet unterwegs zwei Banditen, deren Köpfe er dem König bringt. Am Hof angekommen, wird er von Kay, dem Seneschall, verspottet. Kay fordert Fergus auf, seinen Wert zu beweisen, indem er unter anderem den erbitterten Feind des Königs, den Schwarzen Ritter, besiegt; Fergus nimmt an. Nachdem er von der Tochter des königlichen Kammerherrn in den ritterlichen Künsten unterrichtet wurde, wird er von Artus zum Ritter geschlagen und wird von Parceval und Gawain unterstützt und erhält ein Schwert.

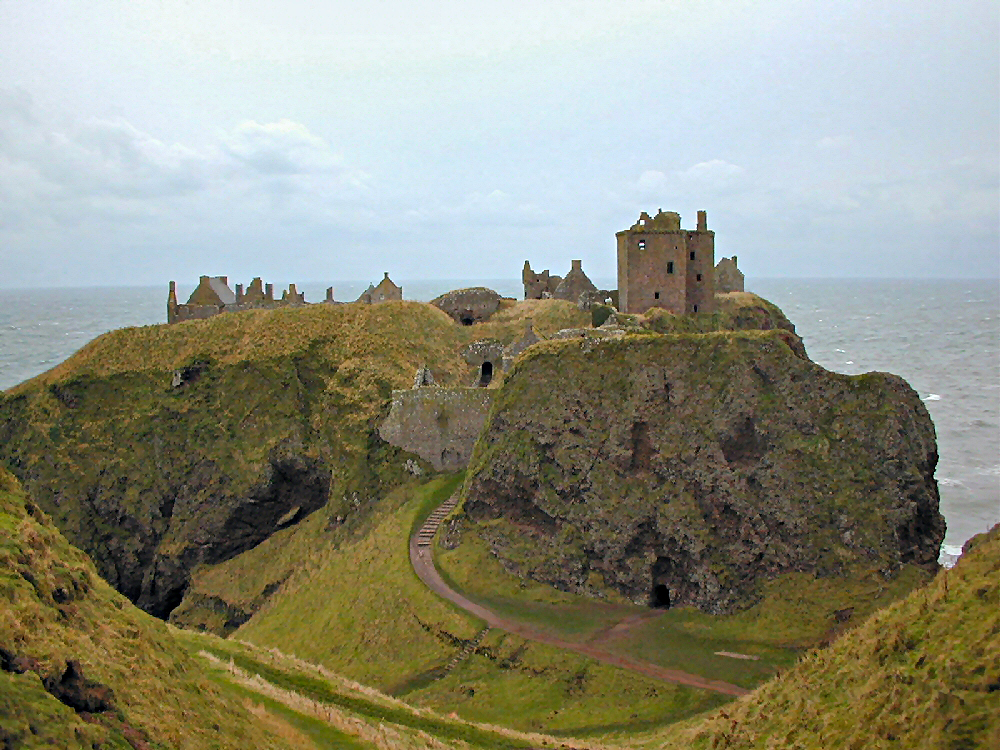
Dunnottar Castle in der Grafschaft Mearns befindet sich an einem der schönsten Standorte für Festungen in Großbritannien. Der Ort ist einer der wichtigsten Schauplätze des Roman de Fergus.

Nach seiner Einführung in das Rittertum macht sich Fergus auf den Weg nach Liddel Castle, wo er zum ersten Mal Galiene, der Nichte des Kastellans, begegnet. Sie erklärt ihm ihre Liebe, aber er verspricht, erst zurückzukehren, wenn er seine Aufgabe erfüllt hat. Nachdem er den Schwarzen Ritter besiegt hat, kehrt Fergus zurück, muss aber feststellen, dass Galiene verschwunden ist. An diesem Punkt wird Fergus von der Magie der Liebe erfasst. Ein Jahr lang sucht er vergeblich nach ihr, bis er einen Zwerg trifft, der ihm sagt, dass er seine verlorene Liebe wiederfinden wird, wenn er von einer Hexe im Dunnottar Castle einen Schild erhält. Mit neuer Hoffnung macht sich Fergus auf den Weg nach Queensferry, um von England nach Schottland überzusetzen; er gerät jedoch in einen Streit mit den Bootsführern, setzt sie alle außer Gefecht und ist gezwungen, selbst hinüberzusegeln. In Dunnotar angekommen, erschlägt Fergus den Wächter des Schildes und kehrt nach Lothian, dem Land von König Lot zurück. Dort erfährt er, dass Galiene die neue Herrscherin von Lothian ist, aber in Roxburgh von einem benachbarten König belagert wird. Auf dem Weg nach Roxburgh wird er in Melrose vom Ehemann des Drachens, den er in Dunnottar ausgeschickt hat, überfallen. Nach seinem Sieg lässt sich Fergus in Melrose nieder und richtet von dort aus einen verheerenden Schaden in der Belagerungsarmee an. Er besiegt einige der besten Ritter, aber das reicht nicht aus, um die Belagerung aufzuheben.
Nach einiger Zeit schickt der König seinen Neffen Arthofilaus, um Galiene aufzufordern, die Burg aufzugeben. Sie weigert sich, aber die beiden vereinbaren, dass sie den Streit im Zweikampf beilegen, wenn sie einen geeigneten Ritter findet. Galiene bereut diese Abmachung bald, da sie unter ihren Männern keinen geeigneten Kandidaten findet. Deshalb schickt sie ihren Diener Arondele aus, um bei Artus in Carlisle einen Ritter zu erbitten. Artus ist jedoch nicht in der Lage, einen solchen zu stellen, da alle seine Ritter auf der Suche nach Fergus sind. Niedergeschlagen macht sich Arondele auf den Weg zurück zu ihrer Herrin. Auf dem Weg dorthin kommt sie in Melrose vorbei und erzählt Fergus die Geschichte, bevor sie nach Roxburgh zurückkehrt. Die Nachricht vom Scheitern des Dieners bringt Galiene in Bedrängnis, denn der Kampf muss am nächsten Tag ausgetragen werden. Als die Zeit gekommen ist, bereitet sich Galiene darauf vor, sich vom Schlossturm zu stürzen. Doch in der Ferne erblickt sie einen leuchtenden Schild. Der geheimnisvolle Ritter erschlägt Arthofilaus, und der König gibt seinen Anspruch auf Lothian auf. In diesem Moment erfährt Galiene die Identität des Ritters: Fergus, ihre verlorene Liebe. Zu diesem Zeitpunkt ist er jedoch bereits abgereist.
Zurück in Carlisle erfährt König Artus von den Ereignissen und begnadigt den besiegten König. Artus beschließt, sich persönlich auf die Suche nach Fergus zu begeben, doch Gawain rät ihm, dass er bessere Chancen hat, ihn zu finden, wenn er ein Turnier ausrichtet. Das Turnier findet in Jedburgh statt, und der Preis ist Königin Galiene und ihr Königreich. Während des einwöchigen Turniers bleibt Fergus unbesiegbar und besiegt u. a. Kay, Lancelot und den Schwarzen Ritter. Danach werden Fergus und Galiene in der Ehe vereint, und Fergus wird König von Lothian.

## Nachwirkung
In der Mitte des dreizehnten Jahrhunderts wurde der Roman ins Mittelniederländische übersetzt und als Roman van Ferguut angepasst. Der erste Teil des Roman wurde ziemlich genau aus dem Französischen übersetzt, aber der zweite Teil, möglicherweise das Werk eines anderen Übersetzers, wurde viel lockerer abgeleitet. Der Ferguut ist heute als niederländischer Klassiker weithin bekannt, sicherlich bekannter als der Roman de Fergus in Schottland oder Frankreich.

## Ausgaben
- Guillaume Le Clerc (Autor), Ernst Martin (Hrsg.): Fergus – Roman von Guillaume le Clerk. Verlag der Buchhandlung des Waisenhauses, Halle 1872 google; Fergus, Roman – Herausgegeben (1872). Kessinger Publishing, 2010, ISBN 978-1-164-89404-9.
- E. Rombauts, N. de Paepe, M. J. M. de Haan (Hrsg.): Ferguut. Tjeenk Willink Noorduijn, Culemborg 1976, ISBN 90-11-91064-8 (niederländisch).
- Guillaume Le Clerc (Autor), Wilson Frescolin (Hrsg.): The Romance of Fergus. W.H. Allen, Philadelphia 1983 (Texte in Alt-Französisch).
- Guillaume le Clerk, Romaine Wolf-Bonvin (Hrsg.), Douin de Lavesnes (Hrsg.): La Chevalerie des sots: le Roman de Fergus, suivi de Trubert fabliau du XXIIème siècle. Stock, coll. «Stock Moyen-âge», Paris 1990, ISBN 2-234-02289-4 (Präsentation und Übersetzung des Roman de Fergus und des Trubert, einer altfranzösischen Fabel von Douin de Lavesne, ins moderne Französisch).
- Guillaume le Clerc, D.D.R. Owen (Übers.): Fergus of Galloway: Knight of King Arthur. J.M. Dent and Sons, London 1991, ISBN 0-460-87025-4.
- E. Rombauts, N. De Paepe, M. J. M. de Haan: Ferguut. Uitgeverij Verloren, Hilversum 1993, ISBN 90-6550-016-2 (niederländisch).
- David F. Johnson (Hrsg.), Geert H.M. Claassens (Hrsg.): Ferguut (Dutch Romances II, coll. «Arthurian archives»), Boydell & Brewer, Martlesham 2000 (Ausgabe der mittelniederländischen Version mit gegenüberliegender englischer Übersetzung).